# Imelda May
Imelda Mary Clabby (nasceu no dia 10 de julho de 1974 em Dublin, Irlanda), mais conhecida como Imelda May, é uma cantora irlandesa, famosa por seu estilo muito variado, passando por temas como rockabilly, jazz, rock e mais recentemente soul.
Fez parte de uma banda chamada Blue Harlem.

## Membros da banda
- Imelda May – vocal, bodhrán
- Al Gare – contrabaixo, baixo
- Steve Rushton – bateria
- Darrel Higham – guitarra
- Dave Priseman – trompete, fliscorne, percussão, guitarra

## Discografia
Álbuns de estúdio
- 2003: No Turning Back
- 2008: Love Tattoo
- 2010: Mayhem
- 2014: Tribal
- 2017: Life Love Flesh Blood
- 2020: Slip On The Tongue
- 2021: 11 Past The Hour

Singles
- 2008: "Johnny Got a Boom-Boom"
- 2009: "Big Bad Handsome Man"
- 2010: "Psycho"
- 2010: "Mayhem"
- 2010: "Kentish Town Waltz"
- 2010: "Wild Woman"